# Blow Up Your Video
Blow Up Your Video – jedenasty album studyjny australijskiego zespołu AC/DC, wydany 18 stycznia 1988 roku. Jest to ostatni album zespołu nagrany z perkusistą Simonem Wrightem.
Album został wyprodukowany przez Harry'ego Vandę i George'a Younga, producentów pierwszych albumów AC/DC. Po raz ostatni Brian Johnson napisał wszystkie teksty do utworów, od następnego albumu, The Razor's Edge autorami tekstów byli bracia Youngowie.
Album był najlepiej sprzedającym się albumem zespołu od czasu For Those About to Rock We Salute You. Blow Up Your Video osiągnęło 2. pozycję w Wielkiej Brytanii, a w USA - 12. Mimo wszystko, zespół grał jedynie dwa utwory z tego albumu na trasie koncertowej, Blow Up Your Video World Tour. Singel, "Heatseeker" trafił do pierwszej 20. w Wielkiej Brytanii.

## Lista utworów
1. "Heatseeker" – 3:50
2. "That's the Way I Wanna Rock & Roll" – 3:45
3. "Meanstreak" – 4:09
4. "Go Zone" – 4:27
5. "Kissin' Dynamite" – 3:59
6. "Nick of Time" – 4:18
7. "Some Sin for Nuthin'" – 4:11
8. "Ruff Stuff" – 4:30
9. "Two's Up" – 5:21
10. "This Means War" – 4:23

- Kompozytorami wszystkich utworów są Angus Young, Malcolm Young, i Brian Johnson.

## Odrzucone utwory
Zespół nagrał dziewiętnaście utworów po czym ze wszystkich wybrał tylko dziesięć, a możliwość posłuchania istnieje dla jedynie pięciu z nich. Są to:
1. "Down on the Borderline"
2. "Snake Eye"
3. "Borrowed Time"
4. "Alright Tonight"
5. "Let it Loose"

Utwory od 1 do 3 pojawiły się na składance rzadkich utworów zespołu AC/DC - Backtracks. Utwory 4 i 5 są najprawdopodobniej skradzionymi taśmami ze studia, zostały wydane jedynie w formie bootlegu.

## Wykonawcy
- Angus Young – gitara prowadząca
- Malcolm Young – gitara rytmiczna
- Brian Johnson – śpiew
- Simon Wright – perkusja
- Cliff Williams – gitara basowa